# Cakal
Emirhan Çakal, noto artisticamente come Cakal (Bursa, 1º gennaio 2001), è un rapper turco.

## Biografia
Emirhan Çakal è nato a Bursa nel 2001. Prima di intraprendere una carriera musicale ha lavorato in boutique e lavori di marketing.

## Carriera
Nel 2020 Cakal pubblica il suo primo singolo, Kanalım Yok, in collaborazione con Reckol. Tuttavia, la popolarità arriva l'anno seguente, grazie ai singoli Glock, Perros blancos e Puşt. Dopo il successo del brano Lütfen, il 10 settembre 2021 pubblica l'EP Pişman insieme a Reckol. Alla fine dell'anno, Cakal pubblica il singolo Mahvettim, seguito da Antrikot e İmdat usciti nel 2022. Quest'ultimo, oltre a riscuotere un notevole successo, anticipa il primo album in studio del rapper, reso disponibile il 13 maggio 2022. Il progetto è intitolato Paradoks, e contiene al suo interno la traccia Gostoso realizzata insieme al rapper tedesco Gzuz. La striscia di successi continua anche nel 2023, grazie a singoli come Yakalarsan, Aşk Olsun e Cuma. Dopo vari singoli e collaborazioni, Cakal annuncia l'arrivo del secondo album, Summerland, nel 2024, anticipato dal singolo Damlarsın. Il disco, composto da 10 tracce, esce il 15 luglio 2024, ed è, nella settimana dell'uscita, il quarto più ascoltato al mondo su Spotify.

## Discografia

### Album in studio
- 2022 – Paradoks
- 2024 – Summerland

### EP
- 2021 – Pişman (con Reckol)
- 2023 – Haftasonu

### Singoli
- 2020 – Kan ve de ter (con Murda)
- 2021 – Dumanı pasla (con Batuflex)
- 2021 – Glock (con Reckol e/o Furkan Karakılıç)
- 2021 – Rari (con Kuty e Reckol)
- 2021 – Puşt
- 2021 – Perros blancos (con Reckol)
- 2021 – Lütfen
- 2021 – Çarşamba tatili (con Batuflex)
- 2021 – Señorita sinyale
- 2021 – Riv riv riv
- 2021 – Mahvettim
- 2022 – Antrikot
- 2022 – Benimle gel (con Reckol)
- 2022 – Altıpatlar (con Reckol e Keişan)
- 2022 – İmdat
- 2022 – Dünya fani (con Arem Ozguc e Arman Aydin)
- 2022 – Mingoflalar
- 2022 – 1 1 2 (con Reckol)
- 2022 – Kalbe zarar (con Fatma Turgut)
- 2022 – Diyardan diyara (con Arem Ozguc e Arman Aydin)
- 2023 – Gözler (con Mavi)
- 2023 – Kayıp yıllarım
- 2023 – Hayir (con Eftalya Yağcı)
- 2023 – O yeterdi aslında (con Reckol)
- 2023 – Yakalarsan
- 2023 – Hayran kalican
- 2023 – Aşk olsun
- 2023 – Özlesen beni
- 2023 – Promilim Yüksek
- 2023 – Sudişim
- 2023 – Cuma
- 2023 – Beni her yerden engellemiş
- 2023 – Jet baba (con Lvbel C5)
- 2023 – Sapla (con Arem Ozguc e Arman Aydin)
- 2024 – No Drama (con B Young)
- 2024 – Doyamadim (con Akdo)
- 2024 – B2la
- 2024 – Damlarsın
- 2024 – Bitmez ümitlerim
- 2024 – Yerli plaka
- 2024 – Izole Life
- 2024 – Felfeci
- 2024 – Gangsta Life